# Tricentrogyna simililinea
Tricentrogyna simililinea är en fjärilsart som beskrevs av Paul Dognin 1911. Tricentrogyna simililinea ingår i släktet Tricentrogyna och familjen mätare. Inga underarter finns listade i Catalogue of Life.